# Névache
Névache è un comune francese di 349 abitanti situato nel dipartimento delle Alte Alpi della regione della Provenza-Alpi-Costa Azzurra. 
Si trova nella valle della Clarée. L'abitato è suddiviso in Ville Basse e Ville Haute, con anche la frazione di Roubion distanziate da qualche centinaia di metri l'una dall'altra. La parte di Valle Stretta francese si trova nell'Italia geografica con il Colle della Scala, il Rifugio Terzo Alpini nella Valle Stretta, annessa al comune dopo il trattato di pace del 1947.

## Toponimo
Il nome di Névache apparve per la prima volta sotto forma di Annevasca nell'anno 739, Nevasca nel 1118, Nevachia nel 1232 e Nevasia nel 1334.
La prima apparizione di Névache figura nel testamento di Abbone di Provenza che cedette nel 739, insieme a numerose altre proprietà, Annevasca-Valle all'Abbazia di Novalesa.

## Edifici storici

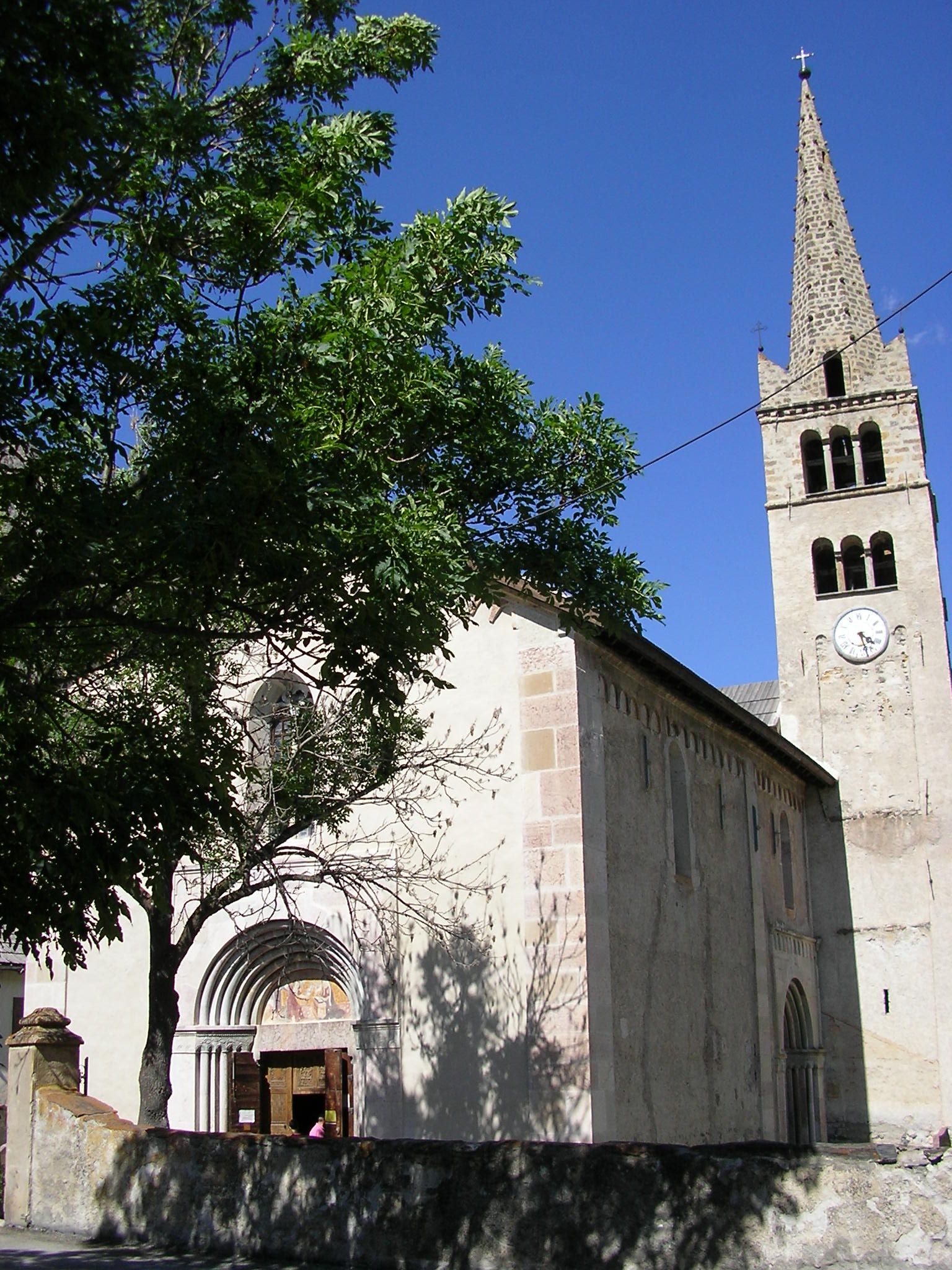
Chiesa di Saint Marcellin

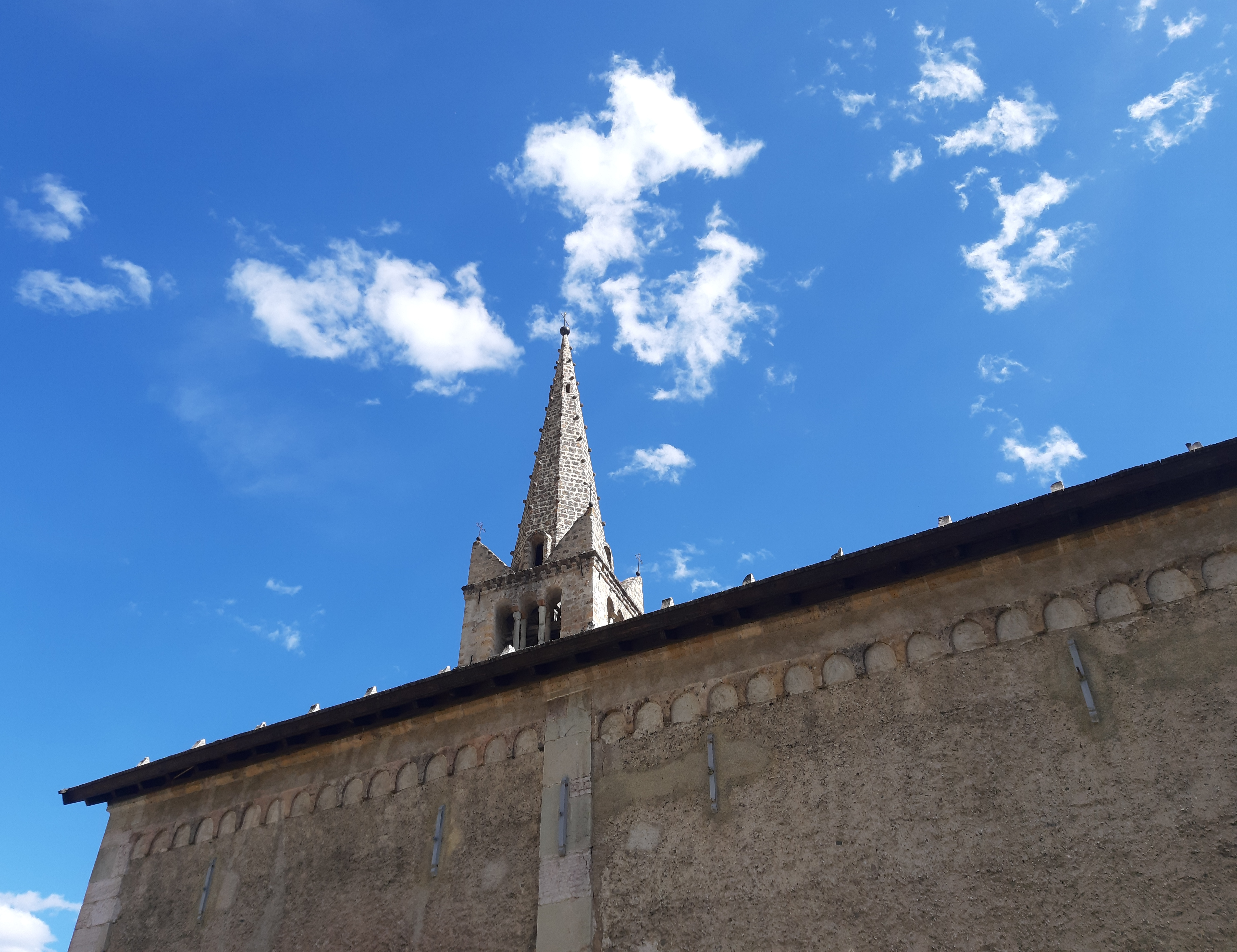
Campanile Chiesa di Nevache

- La chiesa di Saint Marcellin de Nevache (Ville Haute) fu fatta costruire dal futuro Carlo VIII di Francia nel 1498, ha il portale in legno intarsiato originale dell'epoca, di pregevole fattura. Degni di nota l'altare scolpito e le vetrate interne nonché il fonte battesimale in pietra. È considerata come una delle più belle della regione.
- Batteria dello Chaberton (detta anche forte dello Chaberton) è una fortificazione eretta dal Regio Esercito nell'alta Valle di Susa tra il 1898 e il 1910, con successivi ulteriori interventi. Situato sulla cima del monte Chaberton a 3130 m s.l.m., è tuttora il forte più alto d'Europa, annesso alla Francia dopo la fine della seconda guerra mondiale.

Di interesse cono anche alcuni edifici fortificati risalenti alla fine del XIX secolo, come il Forte dell'Olive e il Fortino di Lenlon.

## Società

### Evoluzione demografica
Abitanti censiti